# L'Audience
Pour les articles homonymes, voir Audience.
Pour plus de détails, voir Fiche technique et Distribution.
L'Audience (titre italien: L'udienza) est un film franco-italien réalisé par Marco Ferreri, sorti en 1972 au cinéma.
En 2008, le film est inclus dans la liste des 100 films italiens à sauver par le ministère italien de la culture, une liste de 100 films qui « ont changé la mémoire collective du pays entre 1942 et 1978 ».

## Synopsis
L'Audience suit le parcours d’un jeune homme catholique, Amedeo (Enzo Janacci), qui a quitté sa ville natale, dans le nord de l’Italie, pour venir à Rome, avec une idée fixe : obtenir une audience privée du pape Paul VI à qui il a des révélations très importantes à faire. La détermination d’Amedeo est telle qu’elle apparaît suspecte aux autorités du Vatican. Puisqu’il ne veut pas renoncer à son audience, on le fait surveiller par un policier, Aureliano Diaz (Ugo Tognazzi). Puis on le met entre les mains d’une prostituée, Aïché (Claudia Cardinale), censée lui tirer les vers du nez, mais qui s’attache à lui et entreprend de l’aider dans ses démarches. Elle le met en rapport avec un politicien d’extrême droite, le prince Donati (Vittorio Gassman), qui le recommande à Monseigneur Amerin (Michel Piccoli), un prêtre moderne. Mais c’est à un père Jésuite (Alain Cuny), rencontré au cours d’un dîner, qu’Amedeo dira, en secret, son message au Pape : le prêtre paraît bouleversé par son contenu.
Les jours passent, l’audience est toujours refusée. Amedeo, un jour, tente avec une sarbacane d’envoyer, de la place Saint Pierre, noire de monde, des messages au souverain pontife. Pris pour un terroriste, le jeune homme est interné dans un couvent où il se lie avec un vieillard, Giovanni, qui ressemble à Jean XXIII. Évadé du couvent, Amedeo est enfermé à nouveau dans un hôpital psychiatrique. À sa sortie, il tente encore d’approcher du Vatican : les gardes suisses lui barrent le passage. Épuisé, Amedeo s’écroule, mort. Parmi ceux qui se penchent sur son cadavre, un jeune homme qui déclare venir de loin pour être reçu par le Pape...

## Fiche technique
- Titre français : L'Audience
- Titre original italien : L'udienza
- Sujet : Marco Ferreri et Rafael Azcona
- Réalisation : Marco Ferreri
- Scénario : Marco Ferreri et Dante Matelli
- Photographie : Mario Vulpiani
- Montage : Giuliana Trippa
- Musique : Teo Usuelli
- Son : Carlo Diotallevi
- Décors : Luciana Vedovelli
- Costumes : Lina Nerli Taviani
- Producteur : Franco Cristaldi
- Société de production : Lira Films (Paris) et Pegaso Films (Rome)
- Pays de production :  Italie -  France
- Langue originale : italien
- Format : couleur (Eastmancolor)— 35 mm — 1,66:1 — Son : Mono
- Genre : drame, film satirique
- Durée : 110 minutes
- Date de sortie : 
  - Italie : 31 mars 1972
  - France : 12 janvier 1973
- Affiche : René Ferracci (France)

## Distribution
- Enzo Jannacci : Amedeo
- Claudia Cardinale : Aiché
- Ugo Tognazzi : Aureliano Diaz
- Michel Piccoli : Père Amerin
- Vittorio Gassman : Le Prince Alberto Donati
- Alain Cuny : Père Jésuite
- Daniele Dublino : Le Père Ambrogio
- Sigelfrido Rossi : Giovanni Rossi

## Production

### Scénario
L'idée est venue de Marco Ferreri, qui voulait faire un film tiré du roman Le Château de Franz Kafka. N'ayant pu le faire pour des raisons de droits d'auteur, l'auteur a décidé de réadapter l'histoire à notre époque, en pointant du doigt la bureaucratie moderne et l'Église catholique.

### Attribution des rôles
Le film met en scène des acteurs inattendus. Tout d'abord, le choix atypique d'Enzo Jannacci, célèbre auteur-compositeur-interprète italien qui n'a que très peu d'expérience cinématographique derrière lui. La distribution comprend Claudia Cardinale dans le rôle principal féminin et l'acteur fétiche de Marco Ferreri, Ugo Tognazzi qui, avec Michel Piccoli, jouera également dans La Grande Bouffe, un film qui sortira deux ans plus tard.
À l'origine, le rôle d'Amedeo devait être attribué à David Warner. Cependant, à la suite d'un accident, le cinéaste s'est rabattu sur l'auteur-compositeur-interprète.

## Exploitation
L'Audience est sorti dans les salles italiennes le 31 mars 1972. Il a été exporté à l'étranger, où il a été bien accueilli par le public en France.
La Cineteca di Bologna a restauré le film et a présenté la nouvelle version à la Mostra de Venise.